# Tillandsia parviflora
Tillandsia parviflora là một loài thực vật có hoa trong họ Bromeliaceae. Loài này được Ruiz & Pav. miêu tả khoa học đầu tiên năm 1802.